# Avelãs da Ribeira
Avelãs da Ribeira es una freguesia portuguesa del concelho de Guarda, con 10,22 km² de superficie y 215 habitantes (2001). Su densidad de población es de 21,0 hab/km².